# Букова (Сташовський повіт)
Букова (пол. Bukowa) — село в Польщі, у гміні Осек Сташовського повіту Свентокшиського воєводства.
Населення — 321 особа (2011).
У 1975-1998 роках село належало до Тарнобжезького воєводства.

## Демографія
Демографічна структура на день 31 березня 2011 року:
|          | Загалом | Допрацездатний вік | Працездатний вік | Постпрацездатний вік |
| -------- | ------- | ------------------ | ---------------- | -------------------- |
| Чоловіки | 175     | 35                 | 109              | 31                   |
| Жінки    | 146     | 19                 | 88               | 39                   |
| Разом    | 321     | 54                 | 197              | 70                   |